# ويليام دينيس براون الثالث
ويليام دينيس براون الثالث هو فلاح ومحامي وشخصية أعمال وسياسي أمريكي، ولد في 20 نوفمبر 1931 في فيكسبيرغ في الولايات المتحدة، وتوفي في 6 مارس 2012 في مونرو في الولايات المتحدة بسبب مرض آلزهايمر. نشط حزبياً في الحزب الديمقراطي. وقد انتخب عضو مجلس ولاية لويزيانا ‏.